# 三宅艶子
三宅 艶子（みやけ つやこ、1912年11月23日 - 1994年1月17日）は、日本の作家、評論家。

## 人物

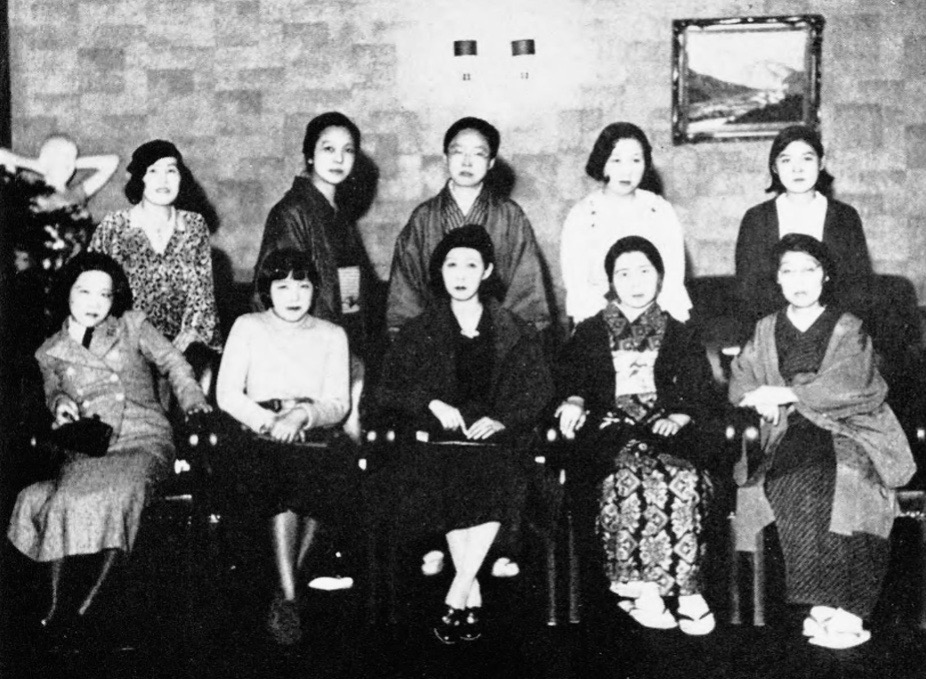
1934年4月16日、公開されて間もないアメリカ映画『生活の設計』について語る座談会が日比谷ダイビルのレインボーグリルで開かれた。前列左から、林芙美子、三宅艶子、原信子、円地文子、長谷川時雨。後列左から、長谷川春子、富本一枝、岡田禎子、松山房枝、松山みつえ。

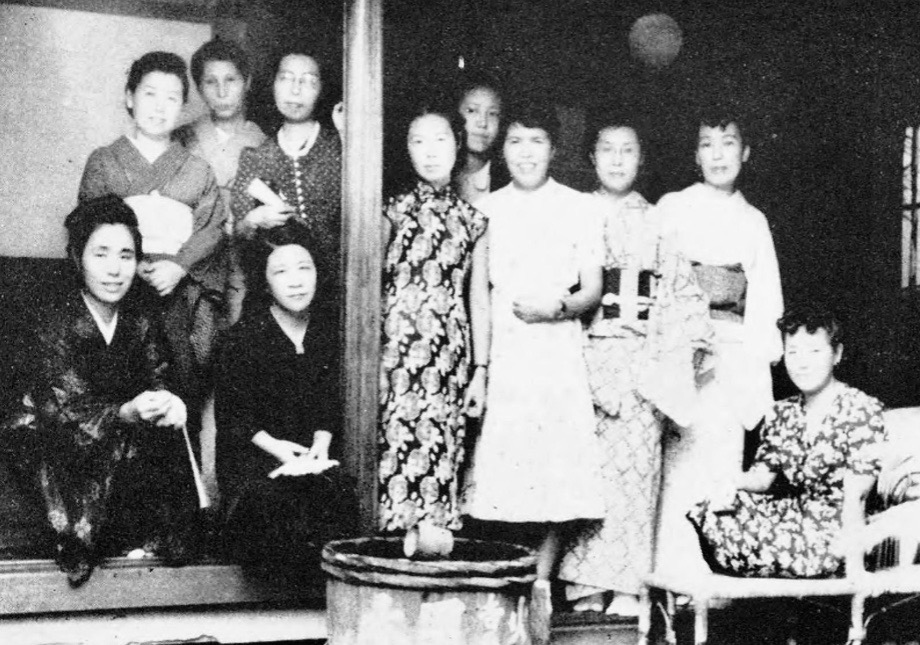
真杉静枝、村岡花子、井上まつ、林芙美子、円地文子、関露、吉屋信子、佐多稲子、宇野千代、三宅艶子ら。1943年、麹町の吉屋の自宅で撮影。

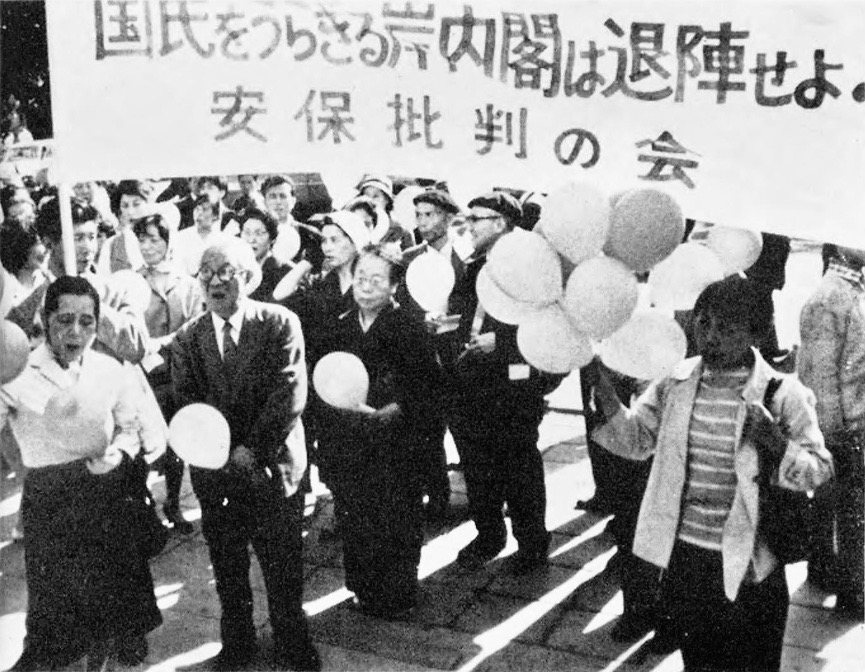
文化人や芸術家によって結成された「安保批判の会」の安保反対のデモ。旗の前にいる人物は左から深尾須磨子、青野季吉、野上弥生子、朝倉摂。その後ろに写っているのは壺井重治、岸輝子、佐多稲子、三宅艶子ら。

昆虫学者・三宅恒方と作家・三宅やす子の娘として東京府に生まれ、文化学院に学ぶ。阿部金剛と結婚後は阿部 艶子を名乗るが、1958年以後は旧姓の三宅を使用した。おしゃれ、男女関係、女性の生き方などについて文筆活動を行い、テレビにもよく出演し、人生相談の回答などをした。1960年代には、アジア・アフリカ作家会議日本評議会の事務長代理もつとめた。

## 家族・交友
娘の三宅菊子は母と同じく作家となり、広津和郎の松川事件取材に同行し、元被告の佐藤一と結婚した。息子は彫刻家の阿部鷲丸（母の代から宇野千代と親しかった）。

## 著書
- 『母子童話集』三宅安子共著 実業之日本社 1923
- 『朝餐 随筆集』阿部艶子 スタイル社出版部 1940
- 『比島日記』阿部艶子 東邦社 1944
- 『白鳥の舞』阿部艶子 東方社 1950
- 『亭主教育』阿部艶子 三笠書房 1952
- 『きづな 阿部艶子創作集』学風書院 1954
- 『亭主教育』阿部艶子 学風書院 1954
- 『午前二時 私だけの時間』阿部艶子 学風書院 1955
- 『愛情について』阿部艶子 北辰堂 1955
- 『密会』阿部艶子 鱒書房(コバルト新書)1955
- 『若いいのち』阿部艶子 東都書房 1957
- 『男のこころ』池田書店 1957
- 『男性飼育法 東都書房 1958
- 『結婚なんて』人文書院 1958
- 『娘の意見』（編）春陽堂書店 1958
- 『愛とつき合い』青春出版社 青春新書 1959
- 『愛すること愛されること』実業之日本社 1959
- 『良妻・悪妻』東都書房 1959
- 『トイレッタ』中央公論社 1960
- 『異性交際法』青春新書 1960
- 『男性料理法』産経新聞出版局 1960
- 『若き日の読書』東都書房 1962
- 『男の気持女の気持 自分を選ばせる』青春新書 1963
- 『生きてゆくことの愛  ただひとりの存在のために』大和書房(銀河選書) 1969
- 『女として考えること ひとは愛に何を求めるか』大和書房 1972
- 『食いしんぼうの絵本 お料理魔術の勉強ア・ラ・カルト』じゃこめてい出版 1979.4
- 『ハイカラ食いしんぼう記』じゃこめてい出版 1980.8 のち中公文庫

復刊 
- 『比島日記』ゆまに書房 2002 (文化人の見た近代アジア)